# Friedenskirche (Chur)

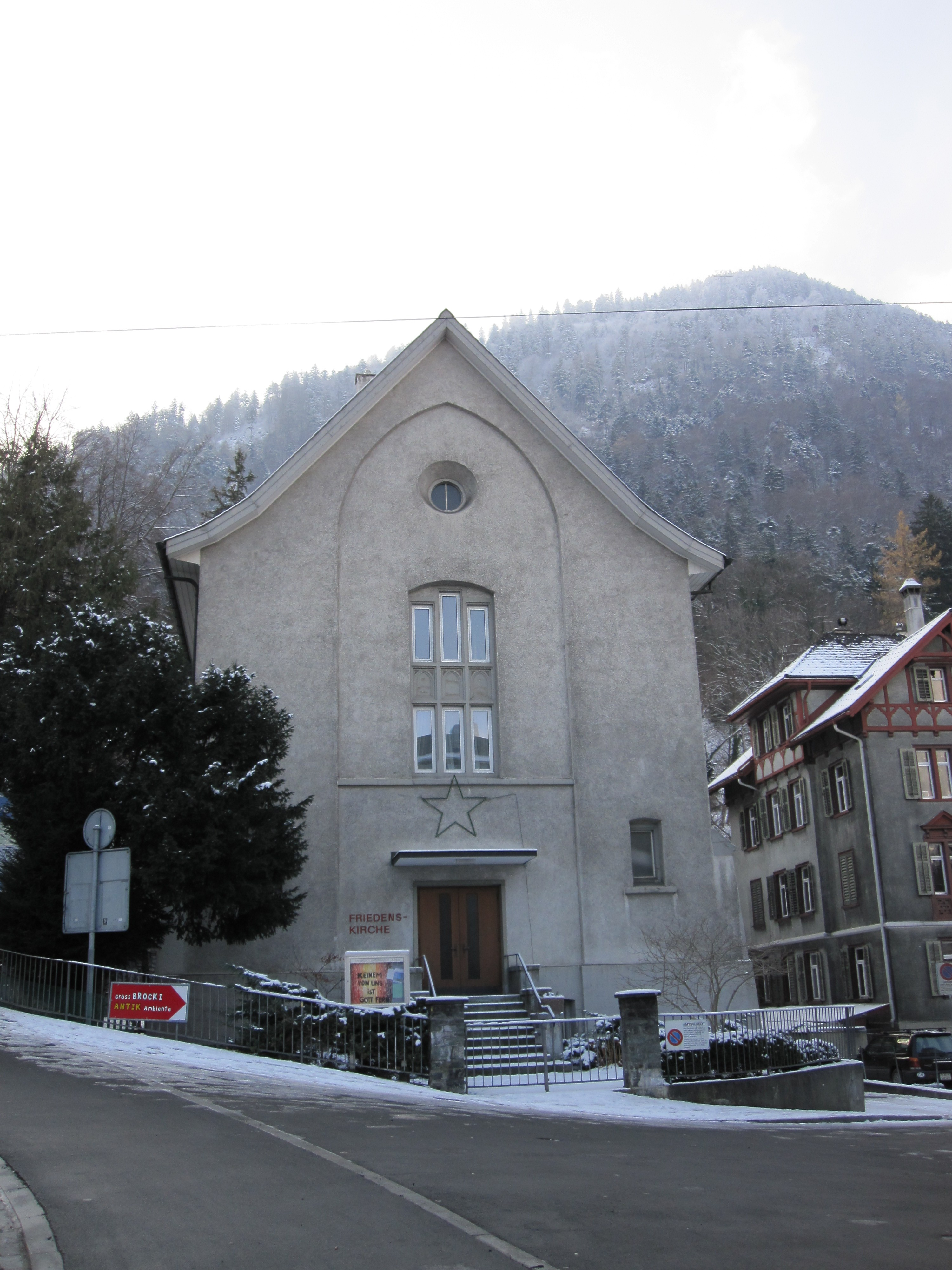
Die Friedenskirche in Chur

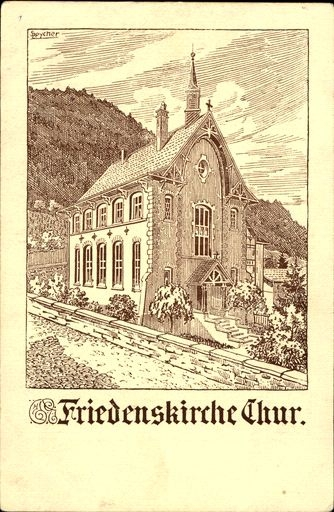
Die Friedenskirche auf einer alten Ansichtskarte

Die Friedenskirche im Bündner Hauptort Chur ist ein evangelisch-methodistisches Gotteshaus. Sie liegt im Welschdörfli in der St. Margrethenstrasse 1.

## Geschichte
1866 initiierten Prediger aus St. Gallen die erste Gründung einer methodistischen Gemeinde in Chur. Nach provisorischen Gottesdienststätten u. a. in Wirtshäusern kam es 1895 zum Kauf des heutigen Grundstücks und 1896 zur Einweihung der Friedenskirche. 1965 wurde diese einer Innen-, 1978 einer Aussenrenovation unterzogen. Bei letzterer wurde ein kleiner Glockenturm aus der Gründungszeit vom Dach entfernt.

## Ausstattung
Die Kirche zeigt sich aussen als ein gotisierender Sakralbau mit Satteldach.
Innen präsentiert sie sich als schlichter Saalbau mit Kassettendecke. Der Chor ist zweistufig erhöht. Bestimmt wird der Chor von der dreigliedrigen Komposition: Abendmahlstisch (links versetzt), Wandkreuz (mittig) und schmucklose Bodenkanzel (rechts).
Die Orgel wurde 1936 von der Firma Metzler in Felsberg erstellt und auf der Empore eingebaut.
Die Kirche hat ein Fassungsvermögen von ca. 140 Personen.